# Hujedamej sånt barn han var
Hujedamej sånt barn han var är en barnsång med text skriven av Astrid Lindgren och med musik av Georg Riedel.

## Publikation
- Barnvisboken, 1977, som "Hör på nu go' vänner" ("Hujedamej sånt barn han var")
- Barnvisor och sånglekar till enkelt komp, 1984 (som "Hujedamej sånt barn han var!")

## Inspelningar
En tidig inspelning gjordes på Astrid Lindgrens Emil i Lönneberga med Maud Hansson (rösten till pigan Lina) som utgavs 1971. Sången finns också inspelad med Eva Dahlgren och Stefan Sundström (1999) och Siw Malmkvist och Tove Malmkvist

### Fotnoter
1. ↑  ”Svensk mediedatabas”. http://smdb.kb.se/catalog/id/001549168. Läst 19 maj 2011.
2. ↑  ”Svensk mediedatabas”. http://smdb.kb.se/catalog/id/001430335. Läst 19 maj 2011.
3. ↑  ”Svensk mediedatabas”. http://smdb.kb.se/catalog/id/001553999. Läst 19 maj 2011.